# Abdelhamid Bouchnak

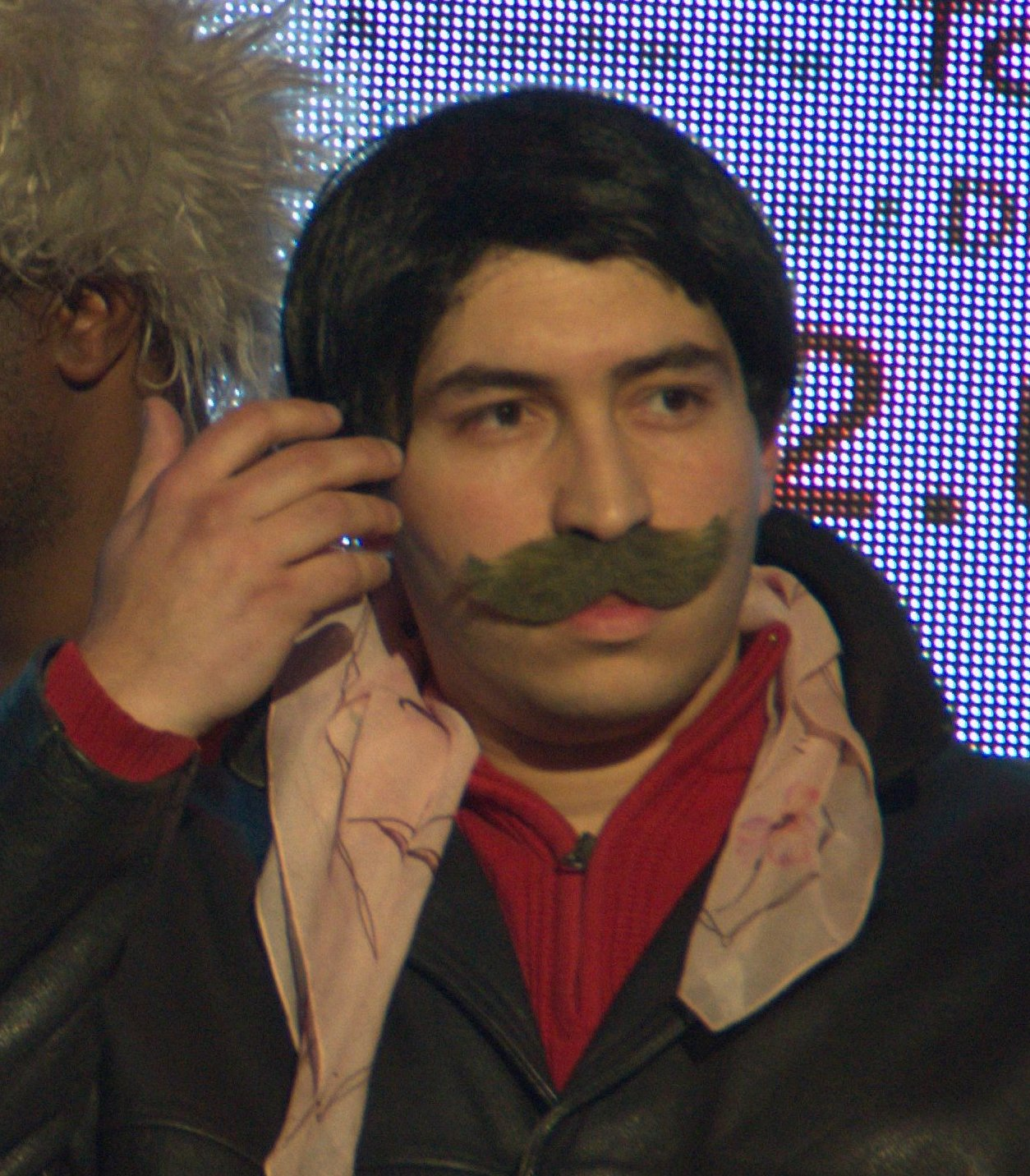
Abdelhamid Bouchnak (2014)

Abdelhamid Bouchnak (arabisch عبد الحميد بوشناق, DMG ʿAbd al-Ḥamīd Bū-Šināq; * 22. März 1984 in Tunis) ist ein tunesischer Drehbuchautor und Filmregisseur.

## Leben
Abdelhamid Bouchnak wurde 1984 geboren. Sein Vater Lotfi Bouchnak ist ein bekannter tunesischer Sänger und Oud-Spieler. Er studierte an der Ecole Supérieure de l’Audiovisuel et du Cinéma E.S.A.C. in Gammarth mit Abschluss im Jahr 2008. Im selben Jahr gewann er beim Internationalen Film-Festival in Karthago den Preis für die beste Nachwuchsregie und zog nach Montreal, wo er einen Master in Filmwissenschaft machte. Nachdem er ab 2012 Videoclips, Webserien und Kurzfilme gedreht hatte, gab Bouchnak mit Dachra sein Spielfilmdebüt. Dachra, der als der erste tunesische Horrorfilm gilt, wurde im August 2018 bei den Internationalen Filmfestspielen von Venedig vorgestellt. Im Arabischen wird mit dem Begriff „Dachra“ in Tunesien ein kleines, abgelegenes Dorf bezeichnet.
Sein zweiter Spielfilm ist Fartattou el thahab (internationaler englischsprachiger Titel Golden Butterfly), der im November 2021 beim Film-Festival in Karthago seine Premiere feiern soll. Golden Butterfly wurde von Tunesien als Beitrag für die Oscarverleihung 2022 in der Kategorie Bester Internationaler Film eingereicht.

## Filmografie
- 2010: Khousa (Kurzfilm)
- 2016: Hethoukom (Fernsehserie, 20 Folgen)
- 2017: Qadiman Kerkouane (Dokumentarfilm)
- 2018: Dachra
- 2019: Le Bonbon (Kurzfilm)
- 2019–20: Nouba (Fernsehserie, 50 Folgen)
- 2021: Fartattou el thahab